# Angelina Gabueva
Angelina Gabueva, née le 7 décembre 1988 à Vladikavkaz, en Russie, est une joueuse russe de tennis professionnelle. 
Elle a remporté 2 titres en simple et 17 titres en double sur le circuit ITF. Sur le circuit WTA, elle est parvenue en finale de l'épreuve de double 4 fois sans toutefois parvenir à s'imposer.

## Carrière professionnelle
Angelina Gabueva fait ses débuts sur le circuit WTA en double lors du tournoi de Tachkent.
Fin 2021, en double, elle parvient en finale du tournoi WTA 250 de Noursoultan avec sa partenaire et compatriote Anastasia Zakharova sans parvenir à remporter le trophée.
En simple, elle attendra 16 ans avant de jouer son premier match en tableau principal à Strasbourg en mai 2022 ; elle perd au 1er tour contre Fiona Ferro. Deux mois plus tard, elle parvient une nouvelle fois en finale de tournoi de double à Prague toujours avec la même partenaire. Elle subit sa deuxième défaite en finale. En fin d'année, elle joue une troisième finale, en catégorie WTA 125 cette fois-ci, à Andorre-la-Vieille sans réussir à l'emporter.
En juin 2023, quelques mois avant sa retraite sportive, elle parvient une nouvelle fois en finale du double à Valence avec cette fois-ci Irina Khromacheva en partenaire. Elle subit sa quatrième défaite en finale de tournoi WTA.

## Palmarès

### Titre en double
Aucun

### Finales en double
| No | Date       | Nom et lieu du tournoi            | Catégorie | Dotation  | Surface    | Vainqueures                         | Partenaire          | Score            |          |
| -- | ---------- | --------------------------------- | --------- | --------- | ---------- | ----------------------------------- | ------------------- | ---------------- | -------- |
| 1  | 27-09-2021 | Astana Open Noursoultan           | WTA 250   | 235 238 $ | Dur (int.) | Anna-Lena Friedsam Monica Niculescu | Anastasia Zakharova | 6-2, 4-6, [10-5] | Parcours |
| 2  | 25-07-2022 | Livesport Prague Open 2022 Prague | WTA 250   | 251 750 $ | Dur (ext.) | Anastasia Potapova Yana Sizikova    | Anastasia Zakharova | 6-3, 6-4         | Parcours |

### Finales en double en WTA 125
| No | Date       | Nom et lieu du tournoi                      | Catégorie | Dotation  | Surface      | Vainqueures                       | Partenaire          | Score            |          |
| -- | ---------- | ------------------------------------------- | --------- | --------- | ------------ | --------------------------------- | ------------------- | ---------------- | -------- |
| 1  | 28-11-2022 | Crèdit Andorrà Open Andorre-la-Vieille      | WTA 125   | 115 000 $ | Dur (int.)   | Cristina Bucșa Weronika Falkowska | Anastasia Zakharova | 7-64, 6-1        | Parcours |
| 2  | 12-06-2023 | BBVA Open Internacional de Valencia Valence | WTA 125   | 115 000 $ | Terre (ext.) | Aliona Bolsova Andrea Gámiz       | Irina Khromacheva   | 6-4, 4-6, [10-7] | Parcours |

## Classements WTA en fin de saison
| Année          | 2005 | 2006 | 2007 | 2008 | 2009 | 2010 | 2011 | 2012 | 2013 | 2014 | 2015 | 2016 | 2017 | 2018 | 2019 | 2020 | 2021 | 2022 | 2023 |
| Rang en simple | 553  | 709  | 691  | 955  | 683  | 630  | 553  | 462  | 595  | 1070 | 676  | 975  | 901  | 608  | 464  | 460  | 607  | 806  | 977  |
| Rang en double | 690  | 465  | 520  | 681  | 654  | 502  | 633  | 318  | 359  | 541  | 264  | 321  | 492  | 474  | 418  | 412  | 232  | 99   | 329  |

Source : (en) Classements de Angelina Gabueva sur le site officiel de la Fédération internationale de tennis